# Chaetophora
Chaetophora es un género de escarabajos de la familia Byrrhidae.

## Especies
- Chaetophora medleri Johnson, 1978
- Chaetophora milesi Matsumoto, 2021
- Chaetophora minuta (Reitter, 1884)
- Chaetophora morettoi Matsumoto, 2021
- Chaetophora russelli (Fiori, 1978)
- Chaetophora smithi Matsumoto, 2021
- Chaetophora spinosa (Rossi, 1794)